# Jomalho
Jomalho es una localidad del estado mexicano de Chiapas. Es parte del municipio de Chamula.

## Demografía
| Gráfica de evolución demográfica |
|                                  |

| Censo | Población |
| ----- | --------- |
| 1970  | 393       |
| 1980  | 418       |
| 1990  | 675       |
| 2000  | 593       |
| 2010  | 931       |
| 2020  | 1 227     |